# Антипапа Силвестер IV
Силвестер IV, рођен као Магинулф је био антипапа Римокатоличке цркве (1105−1111) током борбе за инвеституру. 

## Биографија

### Рана каријера
Пре избора за папу, Магинулф је био архијереј Сент Анђела у Пешерији, што сугерише да је био родом из Рима. Силвестер се не може довести у везу са антипапом Клементом III и његовим наследницима, Теодориком и Албертом - који су пружали отпор реформистичком папству између 1080. и 1101. године. Док су избори Теодорика и Алберта били релативно безначајни, избор Магинулфа означавао је почетак нове кризе у понтификату папе Паскала II и био је запажен у савременим хроникама: Annales Ceccanenses, Annales Leodienses, Саксонски аналиста, Екехард из Ауре, Зигберта од Гемблоа.
Припадници римске аристократије окупили су се у Пантеону, затим у цркви Санта Марија Ротонда и изабрали Магинулфа насупрот папи Паскалу новембра 1105. године. Римски Анали бележе племиће који су подржали његов избор: Стефано Одоне и његова браћа, Никола Ченчио Баронсије и његов син Пјетро, Романо Баронсије и његова браћа и нећаци, Енрико од Сент Еустахија и његови синови. Ово је најстарији запис о Стефану Одонеу, званом Норман, у изворима.
Маркгроф Вернер од Анконе у писму цару Хенрику IV пише да су разлози лежали у Паскаловом фаворизовању породица Колона и Пјерлеони. Ово сугерише да су мотиви били мање идеолошки, а више повезани са локалном политиком. Према Вернеру, у Риму су организовани састанци на којима су присуствовали кардинали и епископи, након чега је Магинулф, учен човек поштеног карактера, изабран за папу. Управник римске милиције, Берто, морао је да присили Магинулфа да прихвати част. Према Паскаловој биографији у "Liber pontificalis", Магинулфов избор био је дело ђавола.

### Понтификат
Магинулф је узео име Силвестер. Био је ово намерни трик да придобије симпатије цара, будући да је подсећао на папу Силвестера II, савезника цара Отона III сто година раније. Завереници који су уздигли новог папу послали су поруку маркгрофу Вернеру, тражећи подршку цара. Вернер је кренуо на Рим са царским трупама и заузео Латеран, приморавајући Паскала II да побегне на острво Тибар. Силвестер је посвећен у Латеранској базилици 18. новембра 1105. године. Следећег дана избили су сукоби на улицама Рима. Вођене су две борбе: једна у близини Латеранске базилике, а друга у Циркус Максимусу. Силвестерова пешадија наводно је јурила Паскалову коњицу широм Санта Марија Нове, остављајући преко 60 мртвих коња.
Силвестеру је убрзо понестало средстава да плати своје војнике, те је побегао из Рима у Тиволи са телохранитељем, пре него што се коначно настанио у Осиму под заштитом маркгрофа Вернера. Наредних пет година његовог живота потпуно је непознато. Поново се појављује на пролеће 1111. године, када га је немачки цар Хенрик V употребио као пијуна у преговорима са Паскалом. Хенрик, који је желео да га Паскал крунише за цара, приморао је Силвестера да се одрекне папства 12. или 13. априла 1111. године.
Силвестеру је дозвољено да до краја живота живи у Осиму под заштитом Вернера. Према Римским аналима, Вернер је деловао из сажаљења, али је вероватно постојала и нека политичка калкулација у спремности да се сачува бивши папа.